# Tha Chin
Il fiume Tha Chin è un effluente del Chao Phraya e scorre nella parte ovest della grande pianura alluvionale che forma la Thailandia Centrale. È lungo circa 325 km e sfocia con un estuario nella baia di Bangkok. Tha Chin (in lingua thai: ท่าจีน, letteralmente porto cinese) è l'antico nome di Samut Sakhon, la città dove il fiume sfocia in mare, così chiamata probabilmente per il grande numero di giunche cinesi che attraccavano nel suo porto.

## Corso
Il Tha Chin scorre tortuosamente lungo l'asse nord-sud; le sue acque defluiscono da quelle del Chao Phraya nel distretto di Mueang Chainat, alcuni chilometri a nord-est del capoluogo provinciale Chainat. Nel tratto settentrionale scorre in zone prevalentemente rurali anche quando entra nella provincia di Suphanburi, dove riceve le acque dei fiumi Huai Krasiao e Khlong Chorakhe Sam Phan. Il primo centro abitato importante è il capoluogo provinciale Suphanburi, della quale attraversa la zona ovest.
Continua a scorrere nelle campagne ed entra nella provincia di Nakhon Pathom, dove raccoglie le acque del Khlong Bang Len. Passa alcuni chilometri a est della stessa Nakhon Pathom e comincia a lambire le zone densamente abitate e industriali che si trovano nella parte ovest della Regione metropolitana di Bangkok. Prosegue a scorrere verso sud, entra nella provincia di Samut Sakhon e dopo aver attraversato il centro del capoluogo Samut Sakhon sfocia in mare nella periferia sud con un estuario nella baia di Bangkok, parte settentrionale del Golfo della Thailandia.
A Samut Sakhon, il Tha Chin interrompe la linea Maeklong della Ferrovia di Stato. I passeggeri scendono dai convogli per salire su un traghetto che attraversa il fiume e riprendono il viaggio in treno dalla sponda opposta. L'estuario si trova a poche decine di chilometri da quello del Chao Phraya, che si trova a est, e da quello del Mae Klong, situato a sud-ovest. I bacini idrografici di questi due importanti fiumi segnano i confini del bacino del Tha Chin, la cui superficie è di circa 13 000 km².

## Inquinamento
Secondo uno studio di alcune università thailandesi pubblicato nel 2007, le acque del Tha Chin sono le più inquinate e degradate tra quelle dei fiumi thailandesi. Le cause principali sono gli scarichi nel fiume di acque contaminate provenienti dal settore agricolo (in particolare dagli allevamenti di maiali), dalle abitazioni civili e dal settore industriale, concentrato nelle province di Nakhon Pathom e Samut Sakhon. Si sono così ridotti i livelli di ossigeno nell'acqua causando notevoli danni all'ecosistema.
Il fiume svolge un ruolo vitale per i 2 milioni di abitanti che vivono nel suo bacino idrografico fornendo acqua sia per l'irrigazione, mediante una complessa rete di canali ad esso collegati, sia per il consumo domestico e industriale. Un altro fattore inquinante è l'eccessiva intrusione di acqua di mare che soprattutto nella stagione secca risale il corso del fiume per troppi chilometri. L'alta concentrazione di salinità compromette in modo grave la produzione agricola e diminuisce la disponibilità di acqua potabile.